# Сільський Світ (журнал)
«Сільський Світ» — ілюстрований український популярний сільськогосподарський місячник.
Виходив 1923—1932: у Перемишлі (видавець і ред. С. Дмоховський), у Львові (з 1924) і Луцьку (з 1928) за ред. Є. Архипенка.